# Parafia Narodzenia Najświętszej Maryi Panny w Rososzy
Parafia pw. Narodzenia Najświętszej Maryi Panny w Rososzy – rzymskokatolicka parafia należąca do dekanatu czerskiego, archidiecezji warszawskiej, metropolii warszawskiej Kościoła katolickiego. W parafii posługują księża archidiecezjalni.  

## Historia
Już w 1958 roku proboszcz z Michalczewa ks. Tadeusz Stokowski podejmował starania o budowę w Rososzy kościół i utworzenie parafii. W 1981 roku plac pod budowę ofiarowali: Czesław i Zofia Piotrowscy, Wiesław i Janina Jaroszowie z Rososzki; Jan Maciak, Bronisław Mroczek i Zofia Zielińska z Rososzy, a 23 maja 1983 biskup Jerzy Modzelewski poświęcił plac pod budowę kaplicy. Kaplicę według projektu Stanisława Banaszkiewicza, Anny Chomentowskiej, Michała Zwolińskiego i Bogdana Brauna zaczęto budować we wrześniu 1984 roku, a w grudniu odprawiono w niej pasterkę. Kardynał Józefa Glempa dekretem z 15 czerwca 1985 roku powstaje w Rososzy rektorat, a 1 września 1985 parafia pod wezwaniem Narodzenia Najświętszej Maryi Panny. 

## Proboszczowie
- ks. Zbigniew Olton (1985–1990)
- ks. Edward Sławiński (1990–2000)
- ks. Ryszard Kania (2000–2009)
- ks. Dariusz Kruszewski (2009–2020)
- ks. dr Michał Dubicki (od 2020)[2]

## Obszar parafii

### Miejscowości i ulice
W 1985 roku (założenie parafii) do parafii należeli wierni z następujących miejscowości:

- Adamów Rososki,
- Bogdaniec,
- Duża Dąbrowa,
- Dobiecin,
- Grabina,
- Jurandów,
- Ludwików,
- Machcin,
- Rososz,
- Rososzka,
- Nowa Rososzka,
- Staniszewice,
- Zaborówek,
- Zalesie,
- Nowy Żelechów,
- Żelazna.

W 1998 roku odłączono wioski: 

- Duża Dąbrowa,
- Zalesie,
- Zadębie,
- Żelazna,
- Grabina,
- Ludwików
- Staniszewice[1].